# Castelo de Guadalest

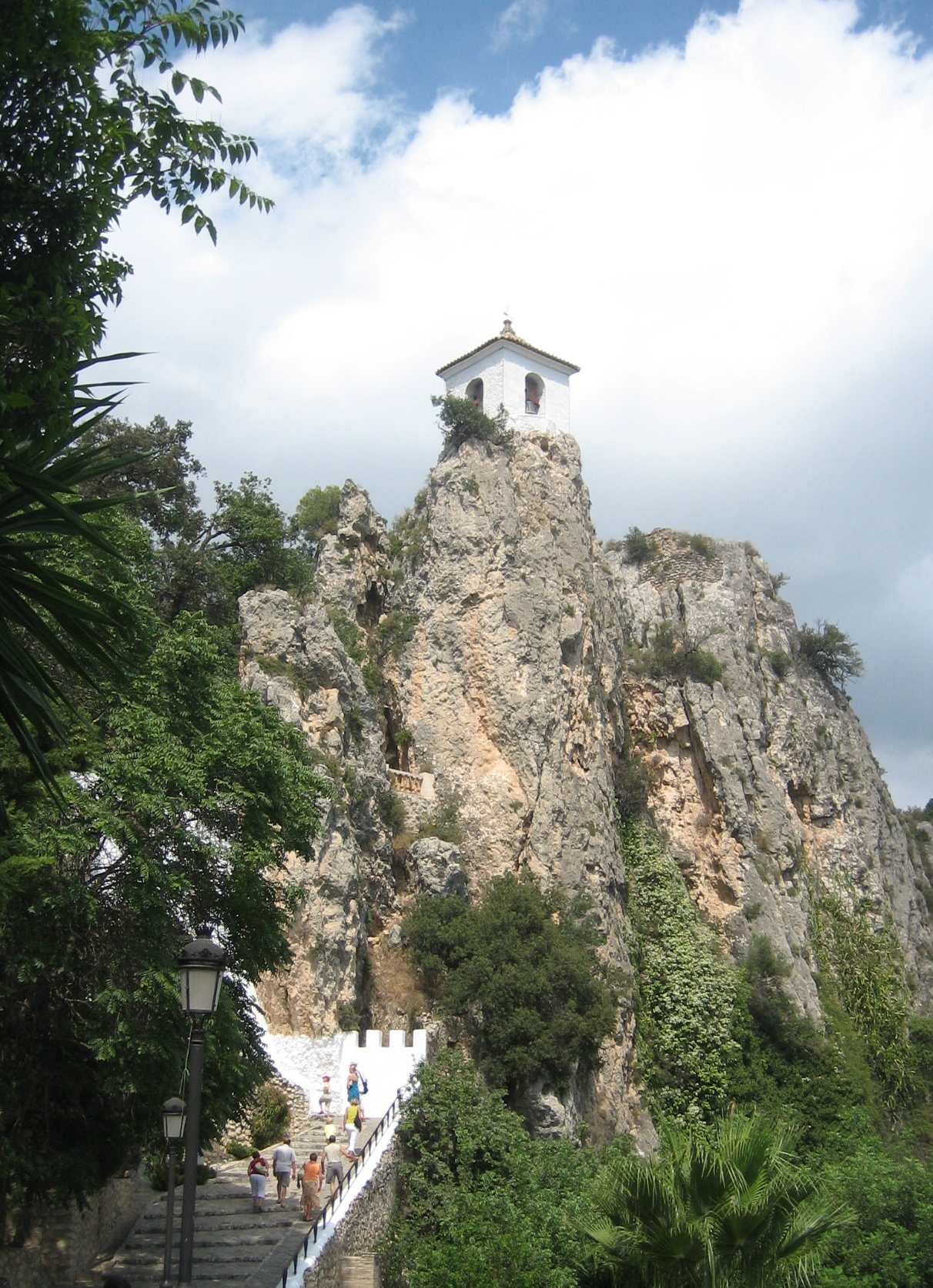
Castelo de Guadalest, Espanha: torre de Alcalà.

O Castelo de Guadalest localiza-se no termo do município de El Castell de Guadalest, na província de Alicante, na comunidade autónoma da Comunidade Valenciana, na Espanha.

## História
É composto por uma série de fortificações, entre as quais nos resta, o Castelo da Alcazaiba ou Castelo de São José, e o Castelo do Rei.
O primeiro, ergue-se sobre uma penha, em posição dominante sobre o vale e a povoação. Remonta à época muçulmana, erguido no século XI. Foi severamente danificado durante os terramotos de 1644 e de 1748, assim como pelos combates na região durante a Guerra de Sucessão Espanhola, que quase o destruíram.